# Luca Parmitano
Luca Salvo Parmitano (Paternò, 27 de setembro de 1976) é um astronauta italiano, integrante da Agência Espacial Europeia – ESA, veterano de duas  missões de longa duração na Estação Espacial Internacional.

## Formação
Parmitano graduou-se no Liceo Scientifico Statale `Galileo Galilei´, na Catânia, em 1995. Em 1999, completou seu bacharelado em Ciências Políticas pela Universidade de Nápoles Federico II, defendendo uma tese sobre legislação internacional. No ano seguinte, concluiu sua graduação na academia da Força Aérea Italiana, em Pozzuoli.

## Carreira
Em 2001, Parmitano concluiu um curso de treinamento com um grupo de pilotos da OTAN, em uma Base Aérea de Shepperd, no Texas, nos Estados Unidos. Passou então a atuar como piloto de jatos do tipo AMX, avião construído em conjunto entre Itália e Brasil. No ano seguinte, concluiu um curso adicional na Alemanha. Em 2003, especializou-se em guerra eletrônica na Itália e em 2005 completou um curso militar de liderança em Florennes, na Bélgica. Em 2007, Parmitano foi escolhido como piloto de testes. Em julho de 2009, já como astronauta, completou um mestrado em engenharia de voo experimental em Toulouse, na França. Na ocasião, Parmitano já havia então galgado o posto de capitão, tendo completado mais de 2000 horas de voo em mais de 40 tipos de aeronaves e especializando-se em mai de vinte tipos de aviões e helicópteros.
Foi selecionado como astronauta em 20 de maio de 2009, tornando-se membro da terceira turma de astronautas da ESA. A turma era composta por seis membros, sendo dois da Itália (Parmitano e Samantha Cristoforetti), um do Reino Unido (Timothy Peake), um da França (Thomas Pesquet), um da Alemanha (Alexander Gerst) e o primeiro da Dinamarca (Andreas Mogensen). Como todos os demais membros, Parmitano iniciou os treinos básicos para a realização de um eventual voo ao espaço. No final de 2010, passou a figurar como membro reserva para uma missão Soyuz, planejada para decolar em novembro de 2012 conduzindo um cosmonauta russo, um norte-americano e um canadense. Pouco depois, Parmitano foi anunciado como um dos tripulantes oficiais para o voo de outra nave Soyuz, a decolar em 2013, a princípio com o russo Fyodor Yurchikhin e com a norte-americana Karen Nyberg. Assim, ele foi o primeiro membro de sua turma a ser designado para um voo espacial.

### Expedições 36 e 37

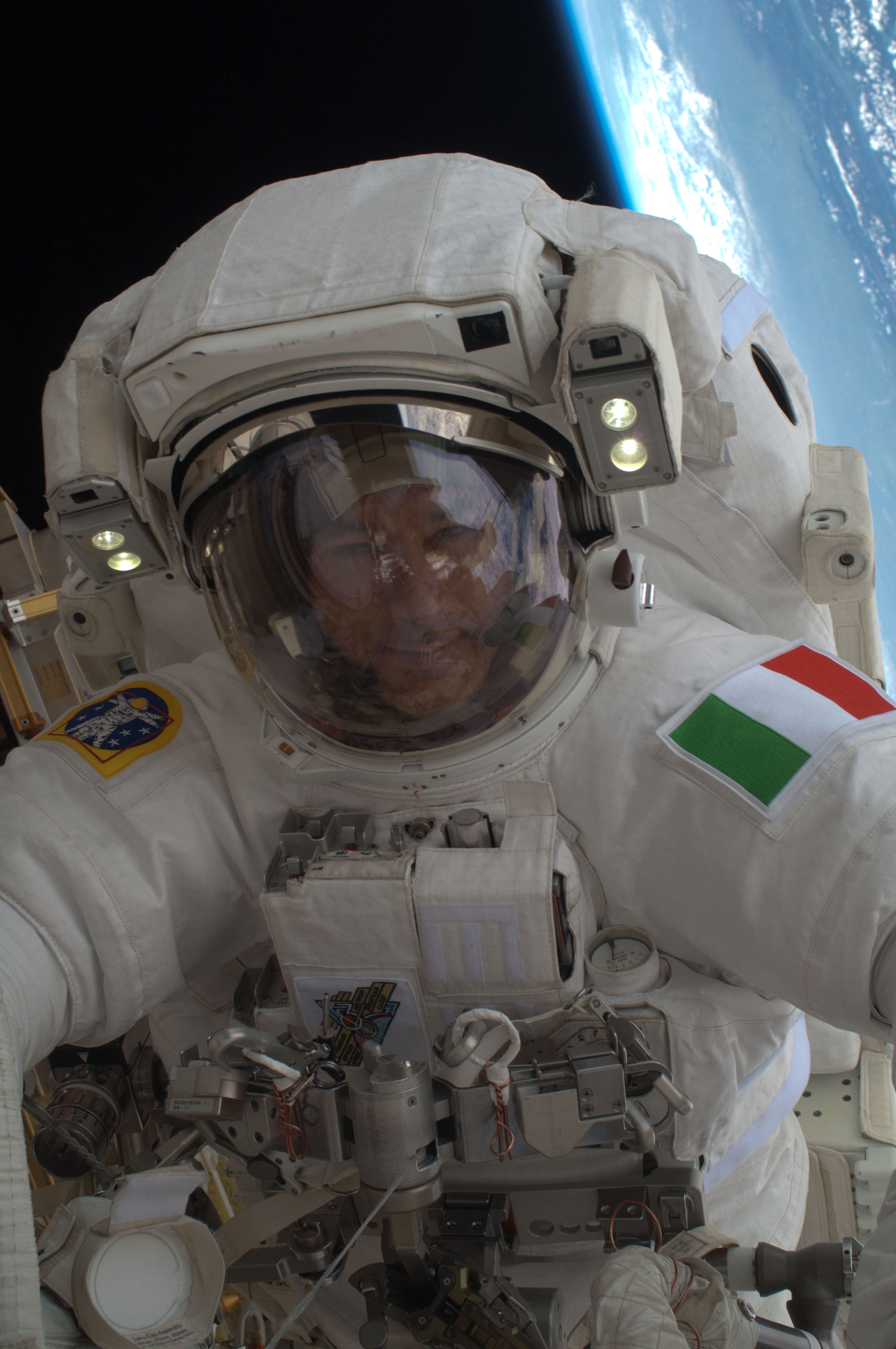
Parmitano em sua primeira caminhada espacial

Foi ao espaço pela primeira vez em 28 de maio de 2013, lançado do Cosmódromo de Baikonur como tripulante da nave russa Soyuz TMA-09M para integrar as Expedições 36 e 37 na ISS. Ele foi o primeiro italiano a fazer uma caminhada espacial.
Em 16 de julho, um problema técnico inédito quase custou sua vida. Durante trabalhos realizados do lado de fora da ISS, o capacete do italiano começou a encher de água e a sufocá-lo. O acidente não teve maiores proporções porque o astronauta consegui usar o cabo de segurança para voltar rapidamente para dentro da estação, ajudado por seu colega de caminhada Chris Cassidy, onde foi socorrido pela tripulação, que repressurizou o local de entrada e retirou seu capacete, impedindo-o de afogar-se.  Depois do acidente, todas as caminhadas espaciais foram suspensas até que os engenheiros em terra conseguissem descobrir a causa do acidente e da entrada de água no capacete, algo nunca antes ocorrido.
No dia 18 de julho, junto com os astronautas Cassidy e Karen Nyberg, ele gravou um vídeo com mensagens em homenagem ao aniversário de 95 anos de Nelson Mandela. A gravação foi colocada no Youtube e ficou disponível para visualizações através do canal Nelson Mandela Centre of Memory. Retornou em 11 de novembro de 2013, depois de 166 dias em órbita junto com sua tripulação, pousando suavemente nas planícies do Casaquistão.

### Expedição 60 e 61
Em maio de 2018, a ESA selecionou Parmitano para as Expedições 60 e 61. Foi lançado em 20 de julho de 2019 na espaçonave Soyuz MS-13, juntamente com o norte-americano Andrew Morgan, comandados pelo russo Alexandr Skvortsov. Ele assumiu o comando da ISS na Expedição 61, o primeiro comandante italiano da estação e apenas o terceiro europeu em 18 anos de operações da ISS. [17] O nome da missão (Beyond, em italiano Oltre), foi anunciado pelo próprio Parmitano em 27 de setembro de 2018, no dia do seu 42º aniversário, durante uma reunião organizada pela ESA em Frascati. Em 13 de agosto ele se tornou o primeiro DJ espacial quando tocou um série de música eletrônica desde a ISS para a plateia de um festival de música em Ibiza, Espanha.

## Honrarias
Em 2007 foi agraciado com a  Medaglia d'Argento al Valore Aeronautico (Medalha Aeronáutica de Prata de Valor), que lhe foi entregue pessoalmente pelo presidente italiano Giorgio Napolitano, após pousar em segurança seu caça-bombardeiro AMX A-11, depois de uma emergência causada pela colisão com um pássaro em voo.
O asteroide 37627 Lucaparmitano é assim batizado em sua homenagem.